# Анібаль Альсате
Анібаль Альсате (ісп. Aníbal Alzate; 31 січня 1933 — 31 березня 2016) — колумбійський футболіст, що грав на позиції захисника за «Депортес Толіма» та національну збірну Колумбії.

## Клубна кар'єра
У дорослому футболі дебютував 1955 року виступами за команду «Депортес Толіма», кольори якої і захищав протягом усієї своєї кар'єри гравця, що тривала тринадцять років.

## Виступи за збірну
1961 року дебютував в офіційних матчах у складі національної збірної Колумбії.
Наступного року був учасником чемпіонату світу 1962 року в Чилі, де взяв участь у двох з трьох матчів групового етапу, який колумбійцям подолати не вдалося. Ще за рік був у складі команди на чемпіонаті Південної Америки 1963 в Болівії.
Загалом протягом трьох років провів за збірну 5 матчів.
Помер 31 березня 2016 року на 84-му році життя.